# ヴィックリー・オークション
ヴィックリー・オークションまたは2位価格封印入札（2いかかくふういんにゅうさつ）は、封印入札で入札価格1位の入札者が入札価格2位の価格を支払って落札するという方式の競売である。ウィリアム・ヴィックリーが考案した。入札価格一位が入札価格一位の価格を支払う方式と比べて、参加者各自が思う真の価値で入札する動機づけが強いとされる。
第二価格封印入札、ビックリー・オークション、ヴィッカリー・オークション、ヴィッカレー・オークションとも。

## 歴史
1870年代のイングランドで切手やワインなどのオークションで、郵便を通じて入札を行う2位価格方式がとられた。これはヴィックリー・オークションの前身にあたると考えられる。
ウィリアム・ヴィックリーは1961年の論文で2位価格封印入札オークションの均衡解の初の理論的解析を行い、そのイングリッシュ・オークションとの等価性を証明した。以後、この方式が経済学でヴィックリー・オークション（英語 Vickrey-auction）と呼ばれるようになった。

## 原理
競売の対象である商品に対して、入札者はそれぞれの考えで異なる価値を感じる。その商品に v という金額の価値があると思っているある入札者（購入希望者）に注目すると、その入札者にとって最適な入札価格は次のように決まる。
他者の入札価格のうちの最高額が M だったとする。以下のように場合分けして考える。
- v > M の場合、この入札者は正直に自分の思う価値を入札価格として表明すれば、それが1位価格となり、2位価格 M で落札することができる。その場合、価値 v があるものを価格 M で入手することができるので、差引 v - M の得をする。M より高い範囲で v 以外の入札額にしても結果は同じであり、得や損はない。
- v ≦ M の場合、落札しないように、M を下回る入札価格を表明することが最適な戦略である。そのために v を入札価格とすることができる。もし M を越える価格で入札すれば、落札することはできるが支払う金額が v より高いため、損をしてしまう。M より低い範囲で v 以外の入札額にしても結果は同じであり、得や損はない。

このように、ヴィックリー・オークションでは v > M と v ≦ M のいずれの場合も（つまり、いつでも）正直な入札が最適となり、買い手が不正直な入札を行うインセンティブがない。

## 欠点
ヴィックリー・オークションで売り手は不正行為を行うことができる。売り手（出品者）が入札を集めて落札額を知った時点で、買い手の一人であるふりをして売り手自身が偽の入札を追加し落札価格をつりあげることができる。